# Recopa de Europa de béisbol
La Recopa de Europa de béisbol o Copa de Europa de campeones de copa  era un campeonato de clubes de béisbol que se realizaba con aquellos equipos de Europa que habían ganado sus respectivos torneos de copa nacionales. Se disputó entre 1990 y 2007.
A partir de la temporada 2008, estos campeones de copa nacionales pasaron a competir en la Copa de la CEB, por lo que la Recopa de Europa dejó de celebrarse.

## Formato de competición
Primero se competía en una fase de clasificación, para acceder posteriormente los mejor clasificados a la fase final de 8 equipos, las semifinales y la final.

## Palmarés
| Año          | Sede            |                            | Primero                            | Segundo                    | Tercero |
| ------------ | --------------- | -------------------------- | ---------------------------------- | -------------------------- | ------- |
| 2007         | Países Bajos    | Neptunus Sporting Club     | Club de béisbol y softbol Sant Boi | Hoofddorp Pioniers         |         |
| 2006         | República Checa | Hoofddorp Pioniers         | Lions de Savigny-sur-Orge          | Fútbol Club Barcelona      |         |
| 2005         | Bélgica         | Rojos de Candelaria        | Hoofddorp Pioniers                 | Brasschaat Braves          |         |
| 2004         | Países Bajos    | Rojos de Candelaria        | Hoofddorp Pioniers                 | NTNT Tornado's             |         |
| 2003         | España          | Hoofddorp Pioniers         | Honkbal Club Kinheim               | VVIA Balashikha            |         |
| 2002         | Alemania        | Honkbal Club Kinheim       | NTNT Tornado's                     | Regensburg Legionäre       |         |
| 2001         | Países Bajos    | Honkbal Club Kinheim       | Honkbalclub Allen Weerbaar         | Parma Baseball             |         |
| 2000         | Italia          | Honkbalclub Allen Weerbaar | Grosseto Orioles                   | Bonn Capitals              |         |
| 1999         | República Checa | Neptunus Sporting Club     | Honkbal Club Kinheim               | Grosseto Orioles           |         |
| 1998         | Croacia         | Neptunus Sporting Club     | Milano Baseball                    | Fortitudo Baseball         |         |
| 1997         | Países Bajos    | Parma Baseball             | Club Deportivo Arga                | Hoofddorp Pioniers         |         |
| 1996 Grupo A | Suecia          | Leksand Tumberjack         | CSKA PVO Balashikha                | Sundbyberg Heat            |         |
| 1996 Grupo B | Países Bajos    | Racing Club Heemstede      | Jimmer's de Saint-Lô               | BK Jastrezbie              |         |
| 1994         | Italia          | Honkbal Club Kinheim       | Parma Baseball                     | Honkbalclub Allen Weerbaar |         |
| 1993         | España          | Neptunus Sporting Club     | Milano Baseball                    | Skellefteå Baseball        |         |
| 1992         | Países Bajos    | Milano Baseball            | Honkbalclub Allen Weerbaar         | Brasschaat Braves          |         |
| 1991         | Suecia          | Milano Baseball            | Neptunus Sporting Club             | Parma Baseball             |         |
| 1990         | Francia         | Neptunus Sporting Club     | Parma Baseball                     | Nettuno Baseball           |         |